# Richardia boliviensis
Richardia boliviensis är en måreväxtart som beskrevs av Walter Hepworth Lewis och R.L.Oliv.. Richardia boliviensis ingår i släktet Richardia och familjen måreväxter. Inga underarter finns listade i Catalogue of Life.